# 내면화
내면화(內面化, internalization, internalisation)는 무언가를 내부화하는 과정으로, 다양한 분야에서 그 분야에 맞는 더 구체적인 의미가 존재한다. 외재화(externalization)와 반의어이다.

## 심리학과 사회학
심리학에서 내면화는 특정 주제에 관해 의식하는 이성의 결과이다. 주제는 내면화되며 주제의 고찰은 내면적이다. 이상(理想)의 내면화는 종교의 개종, 도덕적 전향(Moral conversion)에서 발생할 수 있다. 내면화는 유기체(또는 비즈니스) 내의 학습, 그리고 학습된 바의 상기와 직접 관련된다.

## 참고 자료
- Meissner, W. W. (1981), Internalization in Psychoanalysis, International Universities Press, New York.
- Wallis, K. C. and J. L. Poulton (2001), Internalization: The Origins and Construction of Internal Reality, Open University Press, Buckingham and Philadelphia.
- Oxford Open Learning GCSE Psychology - Module three: lesson nine.